# Carlos Greene 1ra. Sección
Carlos Greene 1ra. Sección är en ort i Mexiko.   Den ligger i kommunen Macuspana och delstaten Tabasco, i den sydöstra delen av landet, 700 km öster om huvudstaden Mexico City. Carlos Greene 1ra. Sección ligger 14 meter över havet och antalet invånare är 264.
Terrängen runt Carlos Greene 1ra. Sección är platt åt sydväst, men åt nordost är den kuperad. Runt Carlos Greene 1ra. Sección är det ganska tätbefolkat, med 65 invånare per kvadratkilometer. Närmaste större samhälle är Macuspana, 11,2 km norr om Carlos Greene 1ra. Sección. Trakten runt Carlos Greene 1ra. Sección består till största delen av jordbruksmark.